# Gęśnica szarobeżowa
Gęśnica szarobeżowa (Calocybe graveolens (Pers.) Singer) – gatunek grzybów z rodziny kępkowcowatych (Lyophyllaceae). 

## Systematyka i nazewnictwo
Pozycja w klasyfikacji według Index Fungorum: Calocybe, Lyophyllaceae, Agaricales, Agaricomycetidae, Agaricomycetes, Agaricomycotina, Basidiomycota, Fungi.
Po raz pierwszy takson ten zdiagnozował w 1838 r. Christiaan Hendrik Persoon nadając mu nazwę Agaricus graveolens. Obecną, uznaną przez Index Fungorum nazwę nadał mu w 1975 r. Rolf Singer przenosząc go do rodzaju Calocybe.
Synonimów ma ponad 20. Niektóre z nich to:

- Agaricus graveolens Pers. 1801
- Calocybe gambosa f. graveolens (Pers.) Kalamees 2004
- Gymnopus graveolens (Pers.) Gray 1821
- Gyrophila graveolens (Pers.) Quél. 1886
- Tricholoma graveolens (Pers.) P. Kumm. 1871

Nazwę polską zaproponował Władysław Wojewoda w 2003 r.

## Występowanie i siedlisko
Znane jest występowanie tego gatunku na nielicznych stanowiskach w Ameryce Północnej, Europie i Azji. W. Wojewoda w zestawieniu wielkoowocnikowych grzybów podstawkowych Polski w 2003 r. przytacza 6 stanowisk, wszystkie z roku 1889 i 1900 i zauważa, że być może gatunek ten wyginął już na terenie Polski.
Grzyb saprotroficzny. Okazy znalezione w Polsce rosły w ogrodzie, na ziemi, wśród traw (kwiecień – maj).